# Dżamila asz-Szanti
Dżamila Abd Allah Taha asz-Szanti (arab. ‏جميلة عبد الله طه الشنطي‎, ur. 15 marca 1955 w obozie uchodźców palestyńskich Dżabalija, zm. 19 października 2023 w Strefie Gazy) – palestyńska polityczka, założycielka sekcji żeńskiej Hamasu, członkini Rady Legislacyjnej Palestyny.
Ukończyła doktorat z języka angielskiego.
Była najstarszą kobietą wśród deputowanych Hamasu wybranych w wyborach w 2006 r., a w 2011 r. została ministrą. Pracowała jako wykładowca na Uniwersytecie Islamskim w Gazie i była żoną, a później wdową po przywódcy Hamasu, Abd al-Azizie ar-Rantisim.
W 2021 r. asz-Szanti została wybrana na członka Biura Politycznego Hamasu. Była pierwszą kobietą na takim stanowisku. 
Zginąła 19 października 2023 w wyniku izraelskiego nalotu w Strefie Gazy.